# Bogart (Geòrgia)
Bogart és una població a l'estat de Geòrgia (Estats Units). Segons el cens del 2000 tenia 1.049 habitants.

## Demografia
Segons el cens del 2000, Bogart tenia 1.049 habitants, 425 habitatges, i 309 famílies. La densitat de població era de 170,2 habitants per km².
Dels 425 habitatges en un 34,8% hi vivien nens de menys de 18 anys, en un 57,2% hi vivien parelles casades, en un 9,9% dones solteres, i en un 27,1% no eren unitats familiars. En el 22,1% dels habitatges hi vivien persones soles el 8% de les quals corresponia a persones de 65 anys o més que vivien soles. El nombre mitjà de persones vivint en cada habitatge era de 2,47 i el nombre mitjà de persones que vivien en cada família era de 2,88.
Per edats la població es repartia de la següent manera: un 24,7% tenia menys de 18 anys, un 10,3% entre 18 i 24, un 30,1% entre 25 i 44, un 24,5% de 45 a 60 i un 10,4% 65 anys o més.
L'edat mediana era de 35 anys. Per cada 100 dones de 18 o més anys hi havia 90,4 homes.
La renda mediana per habitatge era de 41.190 $ i la renda mediana per família de 45.682 $. Els homes tenien una renda mediana de 31.652 $ mentre que les dones 28.580 $. La renda per capita de la població era de 20.081 $. Entorn del 9,7% de les famílies i el 10% de la població estaven per davall del llindar de pobresa.

## Poblacions properes
El següent diagrama mostra les poblacions més properes.